# David Cooke
David Dwayne Cooke (Sacramento, 27 settembre 1963) è un ex cestista statunitense, professionista nella NBA, in Europa e in Sudamerica.

## Palmarès
- Campionato belga: 1

Spirou Charleroi: 1995-96
- Coppa del Belgio: 1

Spirou Charleroi: 1996